# Claire Dames
Claire Dames (født 13. august 1981 i Californien) er en amerikansk pornoskuespiller og tidligere danser i Reno, Nevada. Hun begyndte sin karriere i 2007, i en alder af 26, og har siden medvirket i over 100 pornofilm.

## Priser
- 2008 AVN Award nomineret for bedste oral sex scene
- 2008 iPorn Sexopolis Sunset Strip Awards
- 2009 AVN Award nomineret for bedste supporting skuespiller
- 2009 AVN Award nomineret for bedste oral sex scene